# Xenoppia brevipila
Xenoppia brevipila är en kvalsterart som beskrevs av Sandór Mahunka 1982. Xenoppia brevipila ingår i släktet Xenoppia och familjen Oppiidae. Inga underarter finns listade i Catalogue of Life.